# إيدي ووترس
إيدي ووترس هو مدرب كرة قدم ولاعب كرة قدم بلجيكي في مركز الدفاع، ولد في 12 يوليو 1933 في برغرهت ‏ في بلجيكا. شارك مع منتخب بلجيكا لكرة القدم. أما مع النوادي، فقد لعب مع رويال أنتويرب.

## وصلات خارجية
- إيدي ووترس على موقع الاتحاد البلجيكي (الإنجليزية)
- إيدي ووترس على موقع قاعدة بيانات كرة القدم.إي يو (الإنجليزية)
- إيدي ووترس على موقع ناشيونال فوتبول تيمز (الإنجليزية)
- إيدي ووترس على موقع عالم كرة القدم.نت (الإنجليزية)